# Fernand Gambiez
Fernand Gambiez, né le 27 février 1903 à Lille et mort le 29 mars 1989 à Saint-Mandé, est un général français, grand-croix de la Légion d'honneur.
Il est notamment connu pour avoir été le commandant du bataillon de choc en Corse pendant la Seconde Guerre mondiale puis général pendant la guerre d'Algérie et historien militaire.

## Biographie

### Formation
Fernand Gambiez est Saint-Cyrien. En 1935, il est officier de la Légion au Sahel, puis stagiaire à l'École supérieure de guerre.

### Seconde Guerre mondiale
Capitaine commandant de compagnie du 310e RI en mai-juin 1940. Puis il est chargé de créer une unité de choc. Intégré à l'armée d'armistice du régime de Vichy, il quitta la France pour rejoindre les Forces françaises libres mais fut arrêté en Espagne où il fut maintenu 8 mois en détention avant de pouvoir rejoindre l'Afrique du Nord
Il est alors commandant du bataillon de choc en 1943 et participe notamment aux combats de libération de la Corse.
Fin octobre 1944, le bataillon de choc et les commandos de France forment la « demi-brigade de choc » aux ordres du lieutenant-colonel Gambiez (dite « demi-brigade de choc Gambiez »).

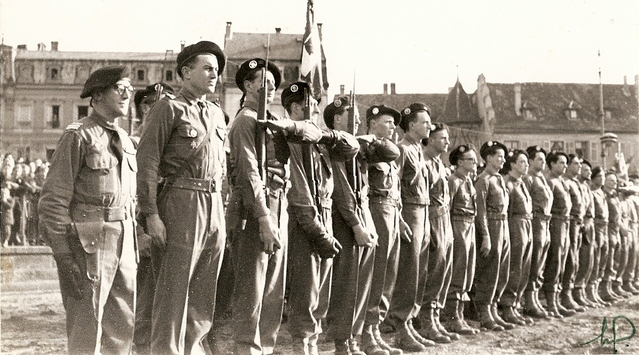
Gambiez et le 1er BPC (Colmar, 1945)

À la suite de la réorganisation opérée début janvier 1945, le lieutenant-colonel Gambiez commande le 1er groupement de choc, qui comprend le 1er bataillon de choc et le 3e bataillon de choc (ex-Commandos de France) et fait partie de la 1ère armée française.
Sur le territoire de la commune de Bourbach-le-Haut (Haut-Rhin), au col du Hundsruck, se trouve le Monument national des troupes de choc (parfois appelé « Monument Gambiez »), dont le socle est orné d’une plaque portant l’inscription suivante : « A tous ceux qui sont morts pour la France dans les rangs des unités de choc et au général d’armée Fernand Gambiez, grand Croix de la légion d’honneur (1903-1989), père des troupes de choc / D’Afrique à ce jalon dressé par le 1er Choc sur cette haute porte d’Alsace forcée le 28.11.1944, cent soixante chasseurs avaient déjà sacrifié leur vie. »

### Guerre d'Indochine
Grand spécialiste des commandos et des maquis autochtones, il rejoint ensuite l'Indochine (actuel Vietnam), où le général de Lattre de Tassigny, commandant en chef du corps expéditionnaire français, le place à la tête de la région à majorité catholique de Ninh Binh, avec ses évêchés de Phat Diem et de Bui Chu, à 120 km  au sud de Hanoi, une région-clé car elle est le passage obligatoire entre le centre de l'Indochine (Annam) et le nord.
Ayant perdu son fils Alain (lieutenant) à Dîen Bîen Phú, il est à l'origine de l'envoi du capitaine Belmont (auteur du rapport du même nom) sur le site de la bataille, un an plus tard, pour retrouver le maximum de sépultures ou de dépouilles (celle de son fils sera retrouvée sur Isabelle, au sud du camp retranché), le documentaire de Patrick Jeudy, Les fantômes du Tonkin, traitant de cet épisode .

### Guerre d'Algérie
Il est ensuite envoyé en Algérie, où il commande la 11e division d'infanterie en 1957-1958. Général de corps d'armée en 1958, il est commandant en chef du corps d'armée d'Oran en 1959, général d'armée puis inspecteur général de l'infanterie en 1960, et commandant en chef des forces armées en Algérie le 1er février 1961. Il est arrêté par les généraux rebelles lors du putsch d'Alger. Outré par leur trahison, il interpelle un officier putschiste du 1er REP : « De mon temps, les lieutenants n’arrêtaient pas les généraux ». Il s'attire la réponse suivante : « De votre temps, les généraux ne vendaient pas l’Algérie… ».

### Fin de carrière
Le général Gambiez fut directeur de la Commission nationale d'histoire militaire de 1969 à 1989.
Il est élu membre de l'Académie des sciences morales et politiques en 1974.
À sa mort, il fut inhumé dans le cimetière communal de Méricourt-l'Abbé (Somme), village d'où son épouse était originaire et où ils possédaient une résidence secondaire.

## Récompenses
1re classe d'honneur de la Légion étrangère en 1954

## Décorations
- Grand-croix de la Légion d'honneur
- Commandeur de l'ordre du Mérite civil (1960)[5]

## Ouvrages
- L'Épée de Damoclès, la guerre en style indirect , 1967, avec le colonel Maurice Suire
- Histoire de la Première Guerre mondiale, 2 volumes, 1968, avec le colonel Maurice Suire
- « Français sous l'uniforme : Les commandos », dans Jacques Meyer (dir.) et alii, Vie et mort des Français (1939-1945), Paris, Hachette (réimpr. 1980) (1re éd. 1971), 614 p., p. 479-496.
- Libération de la Corse, Paris, Hachette-Littérature, coll. « La libération de la France », 1973, 318 p. (lire en ligne).